# Шипуново (райцентр)
Шипуно́во (рос. Шипуново) — село, центр Шипуновського району Алтайського краю, Росія. Адміністративний центр та єдиний населений пункт Шипуновської сільської ради.

## Населення
Населення — 12127 осіб (2010; 11521 у 2002).
Національний склад (станом на 2002 рік):
- росіяни — 95 %